# Las Aguas (estación)
La estación de Las Aguas - Centro Colombo Americano forma parte del sistema de transporte masivo de Bogotá llamado TransMilenio inaugurado en el año 2000.

## Ubicación
La estación se encuentra ubicada en el sector del centro histórico de la ciudad, más específicamente sobre la carrera 3 entre la calle 18 y la avenida Ciudad de Lima. Se accede a ella de dos formas distintas: a través de entradas sencillas ubicadas sobre la calle 18 y sobre la avenida Ciudad de Lima, y desde el 27 de abril de 2013, mediante un túnel subterráneo que la conecta con la estación Universidades - CityU.
Atiende también la demanda de los barrios Veracruz, Las Aguas y sus alrededores.
Esta estación cuenta con uno de los denominados «Puntos de Encuentro», en el que se puede encontrar cicloparqueo, servicio de baños, cafetería y un punto de atención al turista. Hoy en día es una las estaciones más importantes ya que está ubicada cerca de la concurrida Calle 19 de Bogotá, la Iglesia de Nuestra Señora de las Aguas y el Parque de los Periodistas Gabriel García Márquez, y es utilizada por estudiantes de universidades como: Los Andes, Jorge Tadeo Lozano, Externado, La Salle, Libre, Rosario, Autónoma, Central, Corporación Unificada de Educación Superior, entre otras.

## Origen del nombre
La estación recibe el nombre por la iglesia de Nuestra Señora de las Aguas y del barrio del mismo nombre ubicado en la localidad de La Candelaria, el centro histórico de Bogotá. En 2024, en el marco del plan que tiene la empresa TransMilenio para buscar aliados comerciales, al nombre de la estación se le añadió el texto «Centro Colombo Americano».

## Historia
En el año 2002, al ser puesto en funcionamiento el ramal del Eje Ambiental, fue puesta en funcionamiento esta estación, junto a las de Museo del Oro y Avenida Jiménez en 2003.
A partir del 1 de julio de 2014, se inició el proceso de desmantelamiento paulatino del servicio de esta estación prestando servicio solo las rutas J72-B74 en horas pico de mañana y tarde y la J23-F23 todo el día, a fin de preparar la peatonalización completa del Eje Ambiental. Sin embargo, el 9 de abril de 2016 la estación Museo del Oro empezó a operar de nuevo todo el día con los servicios J23 y F23 y por lo tanto la troncal del Eje ambiental volvió a funcionar durante toda la jornada.

## Servicios de la estación

### Servicios troncales
| Tipo                                            | Rutas al Norte | Rutas al Occidente |
| ----------------------------------------------- | -------------- | ------------------ |
| Expresos todos los días todo el día             |                | F23                |
| Expresos lunes a sábado todo el día             | B74            |                    |
| Rutas que finalizan recorrido                   |                |                    |
| Expresos todos los días todo el día             | J23            | J23                |
| Expresos lunes a sábado todo el día             | J74            | J74                |
| Expresos lunes a viernes hora pico de la mañana | J70            | J70                |

### Esquema
| ← Norte                        |  |         |  |          |
| Calle 19                       |  | B74F23  |  | Calle 18 |
|                                |  | Vagón 1 |  |          |
| Calle 19                       |  |         |  | Calle 18 |
| Estación Universidades - CityU |  | Túnel   |  |          |

## Ubicación geográfica
| Noroeste: La Candelaria | Norte: J Universidades - CityU | Nordeste: Monserrate           |
| Oeste: J Museo del Oro  |                                | Este: Universidad de los Andes |
| Suroeste: La Candelaria | Sur: La Candelaria             | Sureste: Chorro de Quevedo     |